# Nati nel 1903/Luglio
| Questa pagina contiene informazioni ricavate automaticamente dalle voci biografiche con l'ausilio del template Bio e di un bot. L'aggiornamento è periodico e automatico e ricostruisce completamente la pagina. Se manca una persona in questa lista, sei pregato di non aggiungerla, ma accertati piuttosto che la sua voce biografica contenga il template Bio e che i dati anagrafici siano correttamente compilati. Se il template Bio manca, inseriscilo tu stesso o, in alternativa, metti l'avviso {{tmp\|Bio}} che ne segnala la mancanza. Se i dati riportati sono sbagliati, correggi direttamente la voce biografica; le modifiche saranno visibili in questa lista entro pochi giorni. Per chiarimenti vedi il progetto biografie. La lista contiene solo le 110 persone che sono citate nell'enciclopedia e per le quali è stato implementato correttamente il template Bio. Pagina aggiornata al 18 ago 2025. |

- 1º luglio - Don Beddoe, attore statunitense († 1991)
- 1º luglio - Luigi Enrico Ferro, violinista italiano († 1975)
- 1º luglio - Amy Johnson, aviatrice britannica († 1941)
- 1º luglio - Marius Schneider, musicologo tedesco († 1982)
- 2 luglio - Fausto Batignani, calciatore uruguaiano († 1975)
- 2 luglio - Alec Douglas-Home, politico britannico († 1995)
- 2 luglio - Harwell Hamilton Harris, architetto statunitense († 1990)
- 2 luglio - LeRoy Mason, attore statunitense († 1947)
- 2 luglio - Olga Napoli, pittrice italiana († 1955)
- 2 luglio - Charles Poletti, militare e politico statunitense († 2002)
- 2 luglio - Francesco Rossi, vescovo cattolico italiano († 1972)
- 3 luglio - Ace Bailey, hockeista su ghiaccio canadese († 1992)
- 3 luglio - David Webster, imprenditore inglese († 1971)
- 4 luglio - Corrado Bafile, cardinale e arcivescovo cattolico italiano († 2005)
- 4 luglio - Lotte Bergtel-Schleif, bibliotecaria tedesca († 1965)
- 4 luglio - Rudolf Breslauer, fotografo tedesco († 1945)
- 4 luglio - Howard Hobson, cestista, giocatore di baseball e allenatore di pallacanestro statunitense († 1991)
- 4 luglio - Flor Peeters, organista, compositore e docente belga († 1986)
- 4 luglio - Vernon Sewell, regista britannico († 2001)
- 5 luglio - Luigi Candiani, pittore italiano († 1963)
- 5 luglio - Lucio Cargnel, pittore italiano († 1998)
- 5 luglio - Hermann Hörlin, alpinista e fisico tedesco († 1983)
- 5 luglio - Willem Peters, triplista olandese († 1995)
- 5 luglio - Edward Woods, attore statunitense († 1989)
- 6 luglio - Armando Favi, allenatore di calcio e calciatore italiano
- 6 luglio - Giacinto Mondaini, pittore, disegnatore e illustratore italiano († 1979)
- 6 luglio - Luigi Palmisano, calciatore italiano
- 6 luglio - Axel Hugo Theodor Theorell, biochimico svedese († 1982)
- 7 luglio - Achille Bordoli, calciatore italiano († 1990)
- 7 luglio - Tadeusz Friedrich, schermidore polacco († 1976)
- 7 luglio - Gustaf Jonsson, fondista svedese († 1990)
- 7 luglio - Rufus McCain, criminale statunitense († 1940)
- 7 luglio - Steven Runciman, medievista e bizantinista britannico († 2000)
- 8 luglio - Grace McKenzie, nuotatrice britannica († 1988)
- 8 luglio - Michel Mouskhély, politologo georgiano († 1964)
- 8 luglio - Giovanni Schiavo, presbitero italiano († 1967)
- 8 luglio - Umaid Singh, indiano († 1947)
- 8 luglio - Carlo Zecchi, pianista e direttore d'orchestra italiano († 1984)
- 10 luglio - Werner Best, giurista e generale tedesco († 1989)
- 10 luglio - David Dawnay, generale inglese († 1971)
- 10 luglio - Karl Fritzsch, militare tedesco († 1945)
- 10 luglio - John Wyndham, scrittore britannico († 1969)
- 10 luglio - Domingo Zaldúa, calciatore spagnolo († 1986)
- 11 luglio - Rudol'f Abel', agente segreto sovietico († 1971)
- 11 luglio - Barbara Bedford, attrice statunitense († 1981)
- 11 luglio - Ugo Bonzano, calciatore e allenatore di calcio italiano († 1993)
- 11 luglio - Piero Bottoni, architetto e politico italiano († 1973)
- 11 luglio - Otto Eduard Hasse, attore e doppiatore tedesco († 1978)
- 11 luglio - Joan Ridley, tennista britannica († 1983)
- 11 luglio - Ebe Stignani, mezzosoprano italiano († 1974)
- 11 luglio - Giuseppe Volta, calciatore italiano († 1979)
- 12 luglio - Sebastiano Fraghì, arcivescovo cattolico italiano († 1985)
- 12 luglio - Jacques Désiré Leandri, botanico e micologo francese († 1982)
- 14 luglio - Randall Duell, scenografo statunitense († 1992)
- 14 luglio - Attilio Germano, politico italiano († 1982)
- 14 luglio - Eugenio Ferdinando Palmieri, giornalista, poeta e drammaturgo italiano († 1968)
- 14 luglio - Carlos Prío Socarrás, politico cubano († 1977)
- 14 luglio - Antonio Rostagni, fisico italiano († 1988)
- 14 luglio - Irving Stone, scrittore statunitense († 1989)
- 15 luglio - Aldo Pasetti, giornalista e scrittore italiano († 1975)
- 15 luglio - Erik Sjöqvist, archeologo svedese († 1975)
- 16 luglio - Fritz Bauer, giurista tedesco († 1968)
- 16 luglio - Alexander Conrady, generale tedesco († 1983)
- 16 luglio - Adalberto Libera, architetto italiano († 1963)
- 18 luglio - Victor Gruen, architetto austriaco († 1980)
- 18 luglio - Clare Stevenson, militare australiana († 1988)
- 18 luglio - James Trifunov, lottatore canadese († 1993)
- 19 luglio - Valentino Ghiglia, pittore italiano († 1960)
- 19 luglio - Willi Multhaup, allenatore di calcio tedesco († 1982)
- 19 luglio - Francesco Taormina, politico e avvocato italiano († 1972)
- 20 luglio - Ugo Botti, marinaio e militare italiano († 1940)
- 20 luglio - Jesús Larraza, calciatore spagnolo († 1926)
- 20 luglio - Eduardo Passarelli, attore italiano († 1968)
- 20 luglio - Fikret Mualla Saygi, pittore turco († 1967)
- 20 luglio - Jef van de Wiele, politico belga († 1979)
- 21 luglio - Russel Lee, fotografo statunitense († 1986)
- 21 luglio - Roy Neuberger, imprenditore e mecenate statunitense († 2010)
- 22 luglio - Anton Saefkow, politico tedesco († 1944)
- 22 luglio - Mario Siletti, attore italiano († 1964)
- 22 luglio - Charles "Bud" Taylor, pugile statunitense († 1962)
- 22 luglio - Mario Zanello, calciatore italiano († 1981)
- 22 luglio - Johannes de Klerk, politico sudafricano († 1979)
- 23 luglio - Franco Ciampitti, scrittore e giornalista italiano († 1988)
- 23 luglio - Roger Leenhardt, regista, attore e produttore cinematografico francese († 1985)
- 24 luglio - Georg Widmer, calciatore svizzero († 1976)
- 25 luglio - Severino Cavazzini, politico italiano († 1983)
- 25 luglio - Michail Deržavin, attore sovietico († 1951)
- 25 luglio - Francesco Maria Dominedò, politico italiano († 1964)
- 25 luglio - Luigi Rossari, ingegnere e dirigente d'azienda italiano († 1985)
- 25 luglio - Thomas Kilgore Sherwood, ingegnere statunitense († 1976)
- 25 luglio - Wanda Wulz, fotografa italiana († 1984)
- 26 luglio - Estes Kefauver, politico statunitense († 1963)
- 26 luglio - Elsa Merlini, attrice italiana († 1983)
- 26 luglio - Malvina Polo, attrice statunitense († 2000)
- 27 luglio - Nikolaj Konstantinovič Čerkasov, attore sovietico († 1966)
- 27 luglio - Michaīl Stasinopoulos, politico, scrittore e traduttore greco († 2002)
- 28 luglio - Ernst Wilhelm Bohle, politico tedesco († 1960)
- 28 luglio - John Colin Gregory, tennista britannico († 1959)
- 28 luglio - Silvina Ocampo, poetessa, scrittrice e pittrice argentina († 1993)
- 28 luglio - Friedrich Rainer, politico austriaco († 1947)
- 28 luglio - Paul Schweikher, architetto statunitense († 1997)
- 29 luglio - Duane Thompson, attrice statunitense († 1970)
- 30 luglio - Enrico Bianchini, ingegnere italiano († 1971)
- 30 luglio - Henri Caffarel, presbitero e mistico francese († 1996)
- 30 luglio - Vic Hanson, cestista, giocatore di football americano e allenatore di football americano statunitense († 1982)
- 30 luglio - Aymo Maggi, pilota automobilistico italiano († 1961)
- 30 luglio - Şehzade Mahmud Şevket, principe ottomano († 1973)
- 31 luglio - Emil Hirschfeld, pesista e discobolo tedesco († 1968)
- 31 luglio - Giovanni Rossini, politico italiano († 1986)
- 31 luglio - Giovanni Testa, fondista e politico italiano († 1996)